# Jozef Chovanec
Pour l'article sur l'homme slovaque, mort après la violence policière, voir Affaire Jozef Chovanec.
Ne doit pas être confondu avec Josef Schovanec.
Jozef Chovanec, né le 7 mars 1960 à Dolné Kočkovce (Slovaquie), est un footballeur tchécoslovaque, qui evoluait au poste de milieu de terrain ou libéro au Sparta Prague et en équipe de Tchécoslovaquie devenu entraineur.
Chovanec a marqué quatre buts lors de ses cinquante-deux sélections avec l'équipe de Tchécoslovaquie entre 1984 et 1992.

## Palmarès joueur

### En club
- Champion de Tchécoslovaquie en 1984, en 1985, en 1987, en 1988 et en 1993 avec le Sparta Prague
- Champion des Pays-Bas en 1989 et en 1991 avec le PSV Eindhoven
- Champion de République Tchèque en 1994 et 1995 avec le Sparta Prague
- Vainqueur de la Coupe de Tchécoslovaquie en 1984, en 1988 et en 1992 avec le Sparta Prague
- Vainqueur de la Coupe des Pays-Bas de football en 1989 et en 1990 avec le PSV Eindhoven
- Finaliste de la Supercoupe d'Europe en 1988 avec le PSV Eindhoven

### EnÉquipe de Tchécoslovaquie
- 52 sélections et 4 buts entre 1984 et 1992
- Participation à la Coupe du Monde en 1990 (1/4 de finaliste)

## Palmarès entraîneur

### En club
- Champion de République Tchèque en 1997 et en 2010 avec le Sparta de Prague
- Vainqueur de la Coupe de République Tchèque en 2008 avec le Sparta de Prague
- Vainqueur de la Supercoupe de République Tchèque en 2010 avec le Sparta de Prague

### Avec l'Équipe de République tchèque
- Participation au Championnat d'Europe des Nations en 2000 (Premier Tour)

### Distinctions individuelles
- Élu meilleur entraîneur tchèque de l'année en 1998, en 1999 et en 2000